# Piste Siskiyou

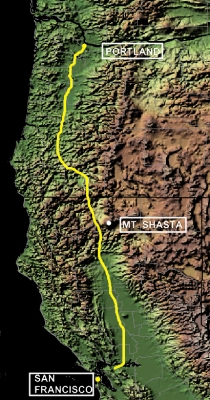
Tracé de la piste Siskiyou de Portland à San Francisco.

La piste Siskiyou (en anglais, Siskiyou Trail) est un sentier emprunté par les Amérindiens, qui s'étendait de la vallée centrale de Californie jusqu'à la vallée de la Willamette, dans l'Oregon, et qui est utilisé par les colons comme la voie d'accès la plus courte entre les premières colonies de la Californie et de l'Oregon. De nos jours, l'Interstate 5 suit d'assez près le tracé de la piste.